# روکاوالدینا
روکاوالدینا (به ایتالیایی: Roccavaldina) یک کومونه در ایتالیا است که در استان مسینا واقع شده‌است. روکاوالدینا ۶٫۵ کیلومتر مربع مساحت و ۱٬۱۹۴ نفر جمعیت دارد.